# 조르주 마티외

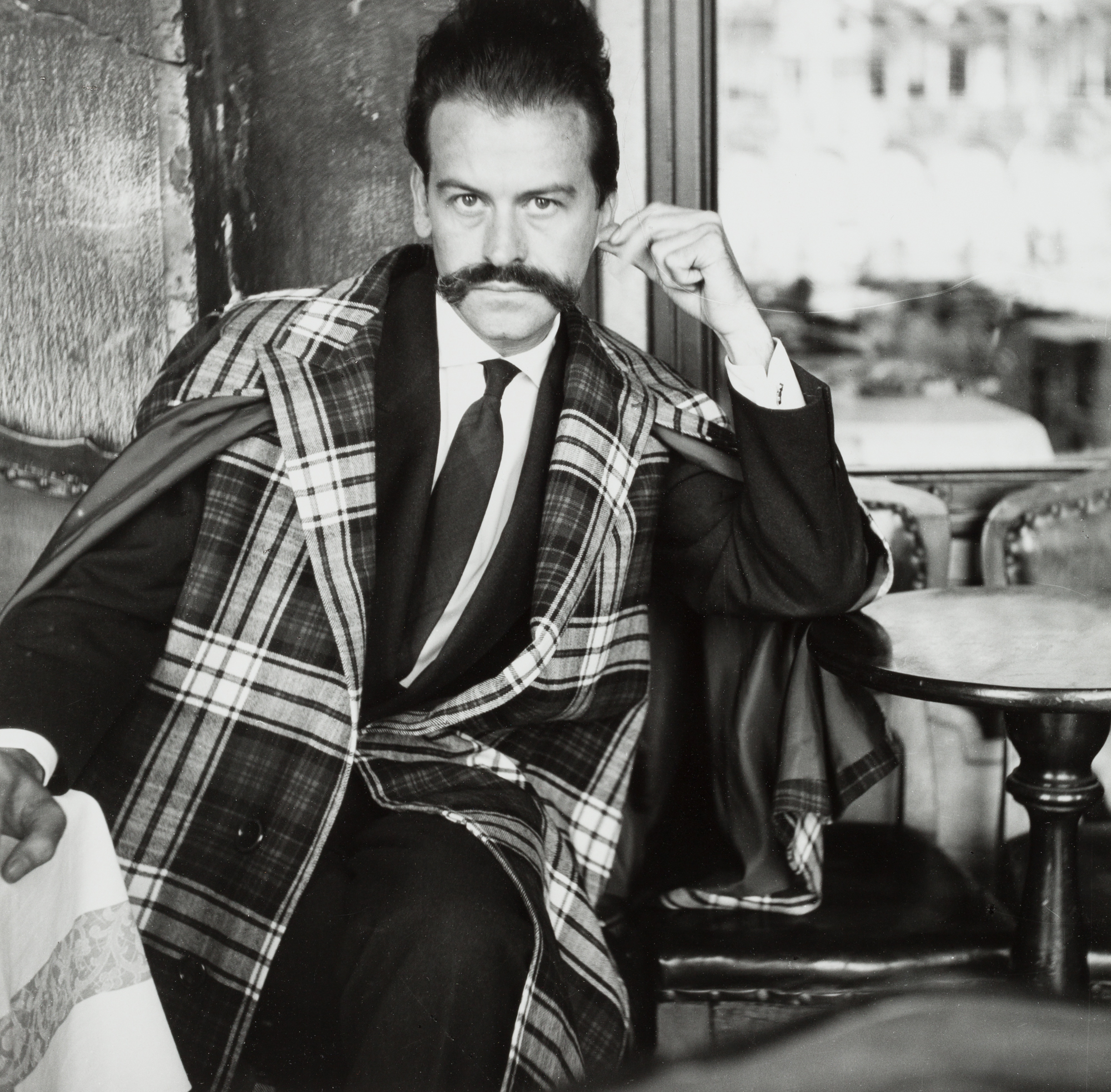

조르주 마티외(Georges Mathieu, 1921년 1월 27일 ~ 2012년 6월 10일)는 프랑스의 추상화가이다.
마티외는 처음 법률·철학·영문학 등을 배우다가 1942년경부터 그림을 그리기 시작하여 1947년 파리에 정주하면서 본격적인 제작을 하였다. 1951년 미셀 타피에의 초대에 응하여 '격정의 대결' 미술전에 참가한 후에는 앵포르멜의 대표적인 화가로 활약하게 된다.
그가 이상한 복장을 하고 긴 화필을 가지고 또한 독특하고 정열적인 제스처를 섞어가면서 즐겨 공개하는 제작을 하였음은 유명하다. 그의 말에 의하면 그린다는 것은 화려한 축제라고 한다. 따라서 그는 모든 의도나 계획을 배제하여 그리는 데에 몰입한다. 그리는 행위 자체에서 삶의 확증을 구하려고 하였다. 또한 그는 '의지는 예술의 죽음이다'라고 하여 일순간의 속필(速筆)을 중하게 여기고 있다. 속필에 전생명을 맡겨 버려야만이 회화의 정신은 소생할 수가 있다고 주장한다. 믿을 수 있는 것은 행위뿐이라고 하는 그의 실천은 전후의 세대적인 특질을 지니고 있다.
2012년 6월 10일 91세의 나이로 불로뉴비양쿠르에서 사망했으며 프랑스 파리 몽마르트르 묘지에 묻혔다.

## 같이 보기
- 프랑스의 미술
- 타시슴